# State Power Investment Corporation
Die State Power Investment Corporation Limited (kurz SPIC) ist eines der fünf größten Stromerzeugungsunternehmen Chinas. Sie war die Nachfolgerin der China Power Investment Corporation, die 2015 mit der State Nuclear Power Technology Corporation (SNPTC) fusionierte.
SPIC ist die Muttergesellschaft der börsennotierten Unternehmen China Power International Development (bekannt als China Power), Shanghai Electric Power und Yuanda Environmental Protection.
SPIC ist zu 90 % im Besitz der State-owned Assets Supervision and Administration Commission (SASAC), während der Rest im Eigentum des National Council for Social Security Fund ist.

## Geschichte
2015 fusionierten die China Power Investment Corporation (auch bekannt als CPI Group) und die State Nuclear Power Technology Corporation (abgekürzt SNPTC). Vor der Fusion befanden sich beide im direkten Besitz bzw. mehrheitlich unter der Kontrolle der State-owned Assets Supervision and Administration Commission des Staatsrats. Die China Power Investment Corporation blieb als juristische Person bestehen, wurde jedoch in State Power Investment Corporation umbenannt, während die State Nuclear Power Technology Corporation eine Tochtergesellschaft wurde. Auch SPIC wurde 2017 von der Rechtsform Industrial Enterprise Owned by the Whole People in eine Gesellschaft mit beschränkter Haftung umgegründet.
Nach der Fusion besaß SPIC die Lizenz zum Betrieb eines Kernkraftwerks in China sowie die Befugnis, ein solches zu entwerfen und zu bauen. Damit verfügte der Konzern sowohl über konventionelle Mittel zur Stromerzeugung als auch zur Nutzung der Kernspaltung.
Auch 2015 übernahm SPIC die Pacific Hydro, ein Unternehmen für erneuerbare Energien, vom australischen Pensionsfonds IFM Investors zu einem nicht genannten Preis.
Am 28. Dezember 2017 rekapitalisierte SPIC zudem eine der Tochter- und Zwischenholdinggesellschaften, China Power Development, durch die Ausgabe stimmrechtsloser Wandelvorzugsaktien an Seth Holdings. Dadurch konnte die CNIC Corporation (chinesisch: 国新国际投资), die Muttergesellschaft von Seth Holdings, einem staatlichen Unternehmen und Investmentunternehmen, durch den Ausschluss des Rechts zur Umwandlung der Vorzugsaktien in Stammaktien von China Power Development erhebliche Kontrolle über China Power International Development erlangen.
Im Juni 2023 machten erneuerbare Energien von SPIC 68 % der gesamten installierten Kapazität aus, wobei die Kapazität in den Bereichen PV, nachhaltige Energie und saubere Energie weltweit an erster Stelle steht. Mit 67,81 GW PV-Leistung ist SPIC weltweit führend und fördert gleichzeitig neue Geschäftsmodelle wie Hybrid-Wasser-Wind-Solar, Hybrid-Fischerei-Solar, Hybrid-Agrar-Solar und Wüstenbekämpfung mit PV-Strom. Als Eigentümer und Betreiber mehrerer Onshore- und Offshore-Windpark-Cluster mit insgesamt 48,41 GW ist SPIC der zweitgrößte Windenergieproduzent der Welt. Mit einer installierten Leistung von 24,63 GW ist das Unternehmen auch ein wichtiger Wasserkraftproduzent mit Kaskaden-Wasserkraftwerken am Oberlauf des Gelben Flusses und am Yuanshui-Fluss, einem Nebenfluss des Jangtse.